# Réserve de biosphère San Guillermo
La réserve de biosphère San Guillermo est une réserve de biosphère reconnue par l'UNESCO en 1980. Elle est localisée au nord-ouest de la province de San Juan, en Argentine, dans le département d'Iglesia. Elle se situe dans un système de vallées, de contreforts et de montagnes andines, tels que l'on en trouve dans l'ouest des provinces de Catamarca, de La Rioja, de San Juan et de Mendoza.
La région andine consiste en diverses zones d'altitude avec des rivières et des lacs, avec des espèces migratoires comme le flamant des Andes et des mammifères comme la vigogne (vicugna vicugna), le guanaco (lama guanicoe).
La réserve de biosphère comprend des zones de broussailles subdésertiques. Elle comporte aussi des sites archéologiques et des établissements aborigènes. On y trouve de très hauts sommets, comme le Cerro las Tórtolas (6 323 m), le Cerro las Flechas (5 350 m), le Cerro del Toro. En 2005, 300 habitants seulement vivaient dans la réserve. Ils étaient occupés à des activités minières, d'élevage et de chasse. 
Un plan de gestion s'élabore entre les autorités et les communautés résidentes.

## Données chiffrées
- Localisation: 28° 27′ à 29° 55′ sud - 69° 05′ à 70° 02′ ouest
- Centre : 29° 10′ sud - 69° 20′ ouest
- Superficie totale : 981,46 km2[2]
- Noyau central : c'est le parc national San Guillermo : 170 000 ha
- Zone dite de transition : environ 820 000 ha
- Altitude : de 2 100 à 6 380 m
- Année de création : 1980

## Flore de montagnes et de vallées
- Adesmia horrida, Adesmia pinifolia, Senecio oreophyton, Artemisia mendozana.
- Pâturages et prairies arbustifs ou non : Stipa frigida, Lacium, Adesmia horrida.
- Broussaille (matorral) sub-désertique sur les pentes et dans les vallées : Larrea divaricata, Bulnesia retama, Atriplex lampa.

## Faune - aspect scientifique
- Observation et étude d'espèces animales : les camélidés, surtout la vigogne, étude de la dynamique des populations. 
  - Inventaire des individus (spécialement la vigogne)
  - Etude de la biodiversité, de l'éthologie, de la génétique et de la dynamique de ces populations, inventaire des espèces.